# Condado de Middlesex (Ontário)
O Condado de Middlesex é uma subdivisão administrativa da província canadense de Ontário. Sua capital é London, embora o condado não tenha nenhum poder sobre sua capital, que é de facto uma cidade independente. Sua população é de aproximadamente 70 mil habitantes.